# Orașul minunilor
Orașul minunilor (titlu original: The Christmas Blessing) este un film de Crăciun american din 2005 regizat de Karen Arthur. Rolurile principale au fost interpretate de actorii  Neil Patrick Harris, Rebecca Gayheart, Rob Lowe, Angus T. Jones și Blake Shelton. Este a doua parte a unei trilogii, fiind precedat de The Christmas Shoes (Cadoul de Crăciun, 2002) și urmat de The Christmas Hope (Speranța Crăciunului, 2009). A avut premiera la 18 decembrie 2005 în rețeaua TV CBS.

## Prezentare
Nathan Andrews este un rezident medical care se întoarce acasă în orășelul său după ce a pierdut un adolescent pe masa de operații. El se alătură tatălui său în afacerile acestuia de mecanică auto și, de asemenea, ajunge antrenorul de baschet al câtorva tineri. Astfel îi întâlnește pe Charlie și Meghan.  Meghan încearcă să pornească o afacere pentru mamele singure care lucrează, iar Charlie este bolnav. Toate viețile lor sunt conectate și Nathan întâlnește pe cineva din trecutul său.

## Distribuție
- Neil Patrick Harris ca Nathan Andrews
- Rebecca Gayheart ca Meghan Sullivan
- Angus T. Jones ca Charlie Bennett
- Hugh Thompson ca Jack Andrews
- Shaun Johnston ca Tucker Bennett
- Wanda Cannon ca Lydia Jones
- Rob Lowe ca Robert Layton
- Carey Feehan ca Sean Addison
- Blake Shelton în rolul său